# 大蔵 (世田谷区)
大蔵（おおくら）は、東京都世田谷区の地名。住居表示実施済み。現行行政地名は大蔵一丁目から大蔵六丁目。住居表示実施済区域。砧地域に属する。

## 地理
東京都世田谷区の南西部に位置し、砧地域に属する。東で環八通りを境に上用賀、南で鎌田・岡本・砧公園、西で喜多見・宇奈根、北で砧・成城と隣接する。一丁目から四丁目までは概ね世田谷通り沿いに東西に伸び、五丁目と六丁目は南北に伸びている。世田谷通り南側、砧公園の北側、西側にあり、同通り周辺には商店が見られる。また、砧公園に隣接して世田谷総合運動場や、国立成育医療研究センターなどの大規模な施設も見られる。
一丁目は砧公園、世田谷通り（旧道）、東京都道311号環状八号線に挟まれた地域で、主に住宅地。二丁目には国立成育医療研究センターが面積で大きな比重を占めている。三丁目は仙川と国立成育医療研究センターに挟まれた地域で、ほぼ全域が集合住宅「大蔵住宅」となっている。四丁目は世田谷総合運動公園とウェルサンピア東京がほとんどの面積を占めており、居住人口も142人（2019年9月1日現在）と少ない。五丁目と六丁目は野川と仙川に挟まれた住宅地で、東名高速道路の北側が五丁目、南側が六丁目となっている。
東京都都市整備局が2022年に発表した地震に対する総合危険度の町丁別評価では、大蔵一丁目から六丁目までいずれも、5段階評価のうち相対的に最も安全とされる「レベル1」となった。

### 河川

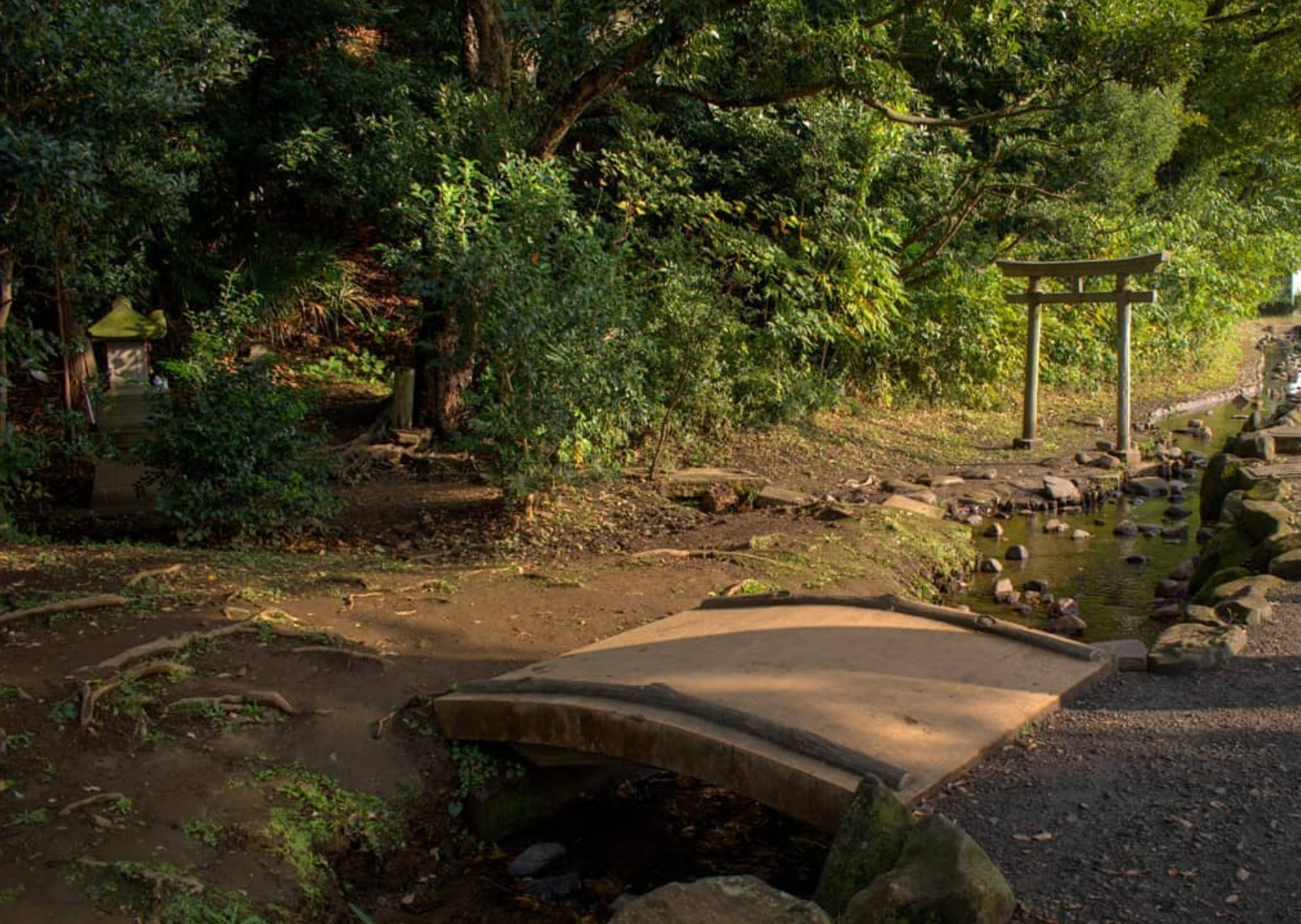
丸子川（大蔵四丁目）

- 丸子川 - 大蔵三丁目公園内の湧水を源流とする[5]。
- 仙川
- 野川
- 谷戸川

### 地価
住宅地の地価は、2025年（令和7年）1月1日の公示地価によれば、大蔵5-18-12の地点で37万円m2となっている。

## 歴史
『江戸名所図会』は延暦期に武蔵国守兼大蔵卿の石川豊人が居住していたことを由来とする。1240年（仁治元年）安達景盛の次男兼周が石井郷を拝領して石井氏を名乗り、現在に至るまで旧家として残る。永享の乱で鎌倉を逃げ延びた二階堂盛秀の子秀高（清仙上人）が1490年（延徳2年）、鎌倉大蔵ヶ谷にあった永安寺を同じ地名のここ大蔵に再建した。16世紀には吉良頼康の所領で、1557年（弘治3年）大平氏に給付された。1633年（寛永10年）彦根藩領となる。江戸時代後期には国学者石井至穀を輩出した。
1889年（明治22年）砧村の大字となる。1936年（昭和11年）に世田谷区が成立した際、大蔵町となる。1971年（昭和46年）に住居表示が実施され、現在に至る。
当地にまつわる作物に大蔵大根がある。江戸時代、豊多摩郡で源内という農家が栽培していたという源内つまり大根を1953年（昭和28年）に石井泰次郎が品種改良したもので、間もなく区内各地で栽培されるようになった。1974年（昭和49年）頃青首大根に取って代わられ、一旦は姿を消したが、1997年（平成9年）に復興された。

## 世帯数と人口
2025年（令和7年）1月1日現在（世田谷区発表）の世帯数と人口は以下の通りである。
| 丁目       | 世帯数    | 人口    |
| ---------- | --------- | ------- |
| 大蔵一丁目 | 942世帯   | 2,028人 |
| 大蔵二丁目 | 830世帯   | 1,527人 |
| 大蔵三丁目 | 625世帯   | 992人   |
| 大蔵四丁目 | 65世帯    | 143人   |
| 大蔵五丁目 | 767世帯   | 1,744人 |
| 大蔵六丁目 | 406世帯   | 972人   |
| 計         | 3,635世帯 | 7,406人 |

### 人口の変遷
国勢調査による人口の推移。
| 年                 | 人口  |
| ------------------ | ----- |
| 1995年（平成7年）  | 7,535 |
| 2000年（平成12年） | 7,205 |
| 2005年（平成17年） | 8,189 |
| 2010年（平成22年） | 8,214 |
| 2015年（平成27年） | 8,348 |
| 2020年（令和2年）  | 7,678 |

### 世帯数の変遷
国勢調査による世帯数の推移。
| 年                 | 世帯数 |
| ------------------ | ------ |
| 1995年（平成7年）  | 3,208  |
| 2000年（平成12年） | 3,326  |
| 2005年（平成17年） | 3,892  |
| 2010年（平成22年） | 3,941  |
| 2015年（平成27年） | 3,986  |
| 2020年（令和2年）  | 3,616  |

## 学区
区立小・中学校に通う場合、学区は以下の通りとなる（2024年8月現在）。
| 町名       | 番      | 小学校               | 中学校               |
| ---------- | ------- | -------------------- | -------------------- |
| 大蔵一丁目 | 1～5番  | 世田谷区立用賀小学校 | 世田谷区立用賀中学校 |
| 大蔵一丁目 | 6〜16番 | 世田谷区立砧小学校   | 世田谷区立砧南中学校 |
| 大蔵二丁目 | 全域    | 世田谷区立砧小学校   | 世田谷区立砧南中学校 |
| 大蔵三丁目 | 全域    | 世田谷区立砧小学校   | 世田谷区立砧南中学校 |
| 大蔵四丁目 | 全域    | 世田谷区立砧小学校   | 世田谷区立砧南中学校 |
| 大蔵五丁目 | 全域    | 世田谷区立砧小学校   | 世田谷区立砧南中学校 |
| 大蔵六丁目 | 全域    | 世田谷区立砧南小学校 | 世田谷区立砧南中学校 |

## 交通

### 鉄道
| 隣接する街区の駅                       |
| -------------------------------------- |
| 小田急小田原線 - 祖師ヶ谷大蔵駅(OH 13) |

- エイトライナー ｰｰｰ 同地区を対象とした路線構想

### 道路
- 東名高速道路
- 東京外環自動車道（建設中）
  - 東京外環トンネル
- 東京都道311号環状八号線
- 東京都道・神奈川県道3号世田谷町田線（世田谷通り）
- 東京都道428号高円寺砧浄水場線（荒玉道路）
- 東京都道11号大田調布線（多摩堤通り）

### 路線バス
世田谷通り経由
- 渋24　渋谷駅 - 三軒茶屋 - 上町 - 松ヶ丘交番前 - NHK技術研究所 - 大蔵二丁目(下りのみ) - 成育医療研究センター前 - 日大商学部前 - 成城学園前駅西口
- 等12　等々力操車所 - 用賀駅 - NHK技術研究所 - 大蔵二丁目(下りのみ) - 成育医療研究センター前 - 日大商学部前 - 成城学園前駅
- 玉31　二子玉川駅 - 吉沢 - 区立総合運動場 - 大蔵第二運動場 - 星美学園 - NHK技術研究所 - 大蔵二丁目(下りのみ) - 成育医療研究センター前 - 成城学園前駅

多摩堤通り経由
- 玉07　二子玉川駅 - 吉沢 - 永安寺前 - 砧中学校下 - 成城学園前駅西口
- 玉08　二子玉川駅 - 吉沢 - 永安寺前 - 砧中学校下 - 喜多見駅入口 - 狛江駅北口 - 調布駅南口

## 事業所
2021年（令和3年）現在の経済センサス調査による事業所数と従業員数は以下の通りである。
| 丁目       | 事業所数  | 従業員数 |
| ---------- | --------- | -------- |
| 大蔵一丁目 | 67事業所  | 1,124人  |
| 大蔵二丁目 | 23事業所  | 346人    |
| 大蔵三丁目 | 1事業所   | 52人     |
| 大蔵四丁目 | 11事業所  | 162人    |
| 大蔵五丁目 | 24事業所  | 220人    |
| 大蔵六丁目 | 28事業所  | 241人    |
| 計         | 154事業所 | 2,145人  |

### 事業者数の変遷
経済センサスによる事業所数の推移。
| 年                 | 事業者数 |
| ------------------ | -------- |
| 2016年（平成28年） | 152      |
| 2021年（令和3年）  | 154      |

### 従業員数の変遷
経済センサスによる従業員数の推移。
| 年                 | 従業員数 |
| ------------------ | -------- |
| 2016年（平成28年） | 2,014    |
| 2021年（令和3年）  | 2,145    |

## 施設
- 東京都中央卸売市場世田谷市場
- 世田谷清掃工場
- 国立成育医療研究センター
- 日本大学商学部大学院・創設90周年記念館
- 目黒星美学園中学校・高等学校
- 日蓮宗妙法寺（おおくら大仏）
- 天台宗永安寺
- 大蔵氷川神社
- 扶助者聖母会世田谷修道院
- 世田谷総合運動場（大蔵運動公園）
- 世田谷区立大蔵第二運動公園（旧：ウェルサンピア東京）
- 東京都住宅供給公社大蔵住宅 - 1958年（昭和33年）から1962年（昭和37年）にかけて建てられた団地。面積約11ha・30棟・1264戸。2022年（令和4年）現在「カーメスト大蔵の杜」に建て替え工事中[16][17]。

### かつてあった施設
- 東宝ビルト（旧東京美術センター） - 2008年（平成20年）5月閉鎖
- 国立大蔵病院 - 2002年（平成14年）3月に国立小児病院と統合し、国立成育医療研究センター開設に伴い閉鎖

## 関連作品
- 近隣に東宝スタジオがあることから、1954年（昭和29年）の映画『七人の侍』の撮影時にオープンセットの一つが仙川の左岸に作られた[18]。
- 大蔵住宅は、横溝正史の1974年（昭和49年）の推理小説『白と黒』の舞台のモデルとされる[19]。

## ギャラリー

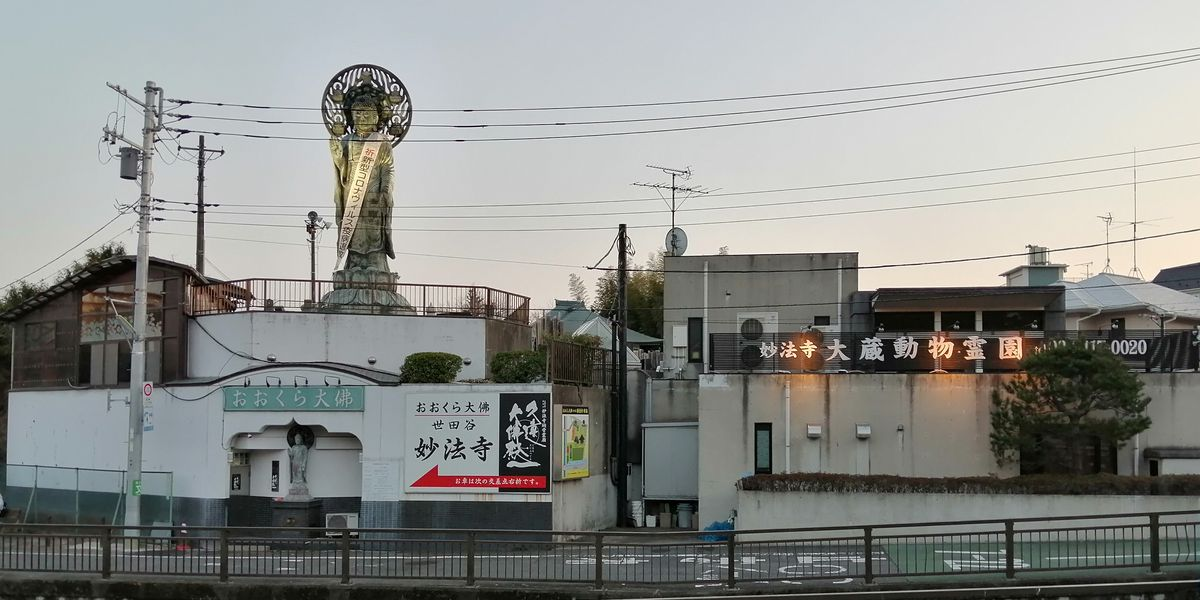
おおくら大仏
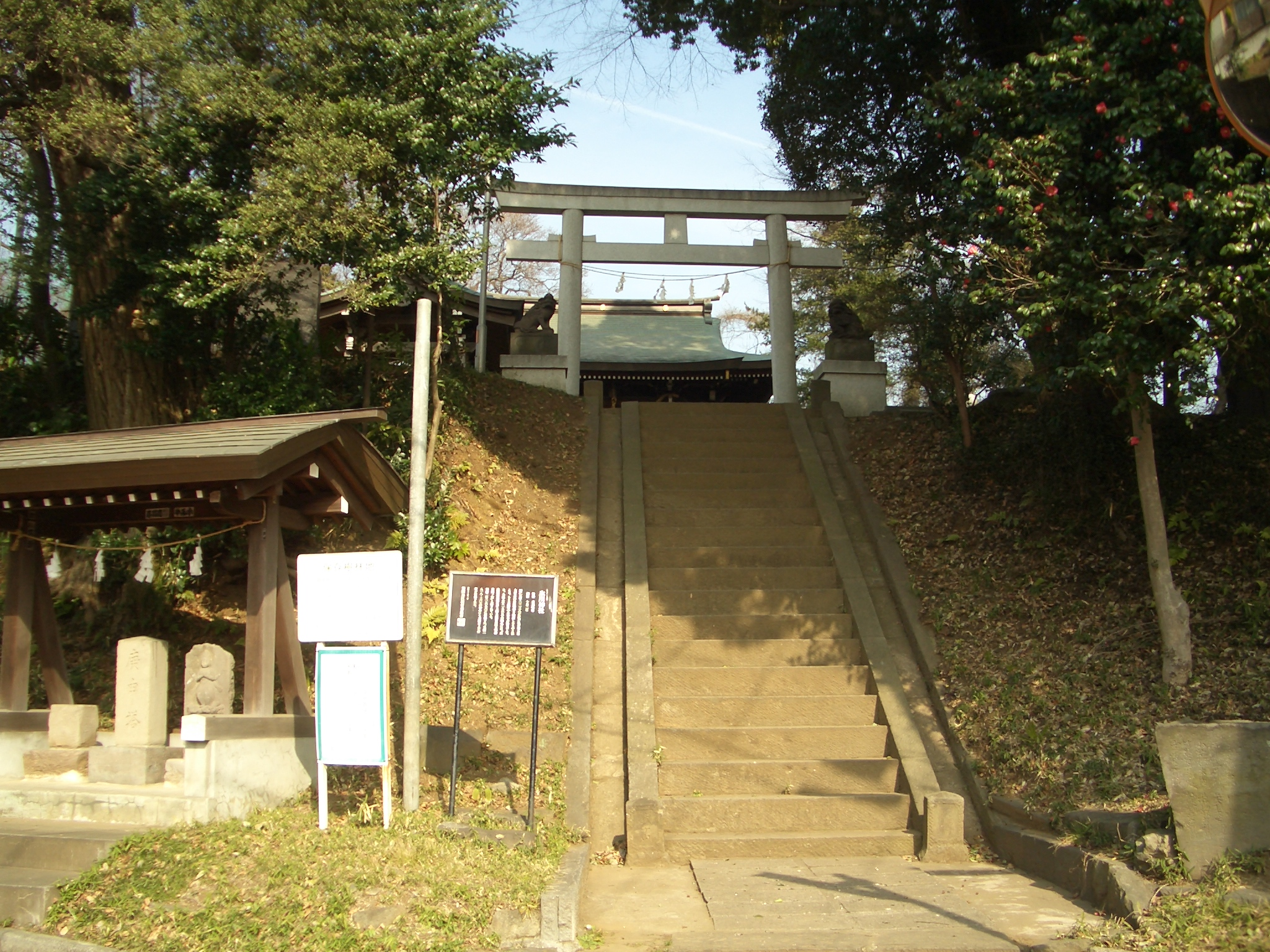
大蔵氷川神社
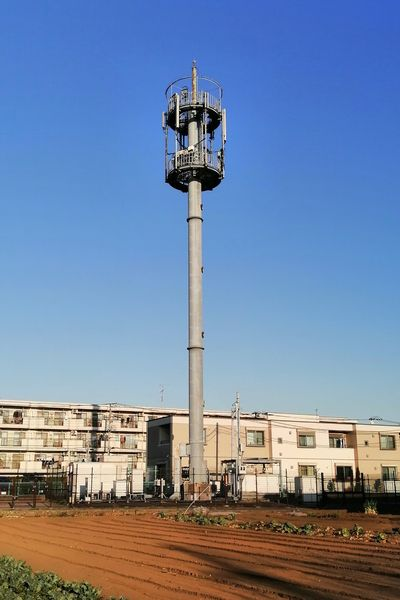
野川沿いの携帯電話通信塔

## その他

### 日本郵便
- 郵便番号 : 157-0074[2]（集配局 : 成城郵便局[20]）。